# Clytorhynchus
Clytorhynchus es un género de aves paseriformes perteneciente a la familia Monarchidae. Este género es endémico de la Melanesia y el oeste de la Polinesia.
Son pájaros principalmente insectívoros aunque su dieta incluye también frutas e incluso pequeños lagartos. Suelen ser pequeños y bastante coloridos.

## Especies
Clytorhynchus contiene las siguientes especies:
- Clytorhynchus pachycephaloides - monarca pardo;
- Clytorhynchus vitiensis - monarca de Fiyi;
  - Clytorhynchus (vitiensis) powelli - monarca de la Manua, – posiblemente extinta (¿década de 1990?);
- Clytorhynchus nigrogularis - monarca gorginegro;
- Clytorhynchus sanctaecrucis, monarca de la Nendo;
- Clytorhynchus hamlini - monarca de la Rennell.